# Insulasaurus
Insulasaurus is een geslacht van hagedissen uit de familie skinken (Scincidae).

## Naam en indeling
De wetenschappelijke naam van de groep werd voor het eerst voorgesteld door Edward Harrison Taylor in 1925.
Er zijn vier soorten, inclusief de pas in 2010 beschreven Insulasaurus traanorum. Deze soort wordt nog niet in alle literatuur vermeld. Alle soorten behoorden eerder tot het geslacht van de bosskinken (Sphenomorphus) en zijn in veel bronnen onder hun verouderde wetenschappelijke naam bekend.
De wetenschappelijke geslachtsnaam Insulasaurus betekent vrij vertaald 'eilandhagedis'; insularis = eiland en sauros = hagedis.

## Verspreiding en habitat
Alle soorten komen voor in delen van Azië en leven endemisch op verschillende eilanden van de Filipijnen. Drie soorten komen endemisch voor op Palawan, de skink Insulasaurus arborens komt voor op verschillende andere eilanden.
Door de internationale natuurbeschermingsorganisatie IUCN is aan één soort een beschermingsstatus toegewezen. Insulasaurus wrighti wordt als 'onzeker' beschouwd (Data Deficient of DD).

## Soorten
Het geslacht omvat de volgende soorten, met de auteur en het verspreidingsgebied.
| Naam                   | Auteur                        | Verspreidingsgebied                                         |
| ---------------------- | ----------------------------- | ----------------------------------------------------------- |
| Insulasaurus arborens  | Taylor, 1917                  | Filipijnen (Negros, Panay, Pan de Azucar, Masbate-eilanden) |
| Insulasaurus traanorum | Linkem, Diesmos & Brown, 1980 | Filipijnen (Palawan)                                        |
| Insulasaurus victoria  | Brown & Alcala, 1980          | Filipijnen (Palawan)                                        |
| Insulasaurus wrighti   | Taylor, 1925                  | Filipijnen (Palawan)                                        |